# Mete Kalkavan
Mete Kalkavan (* 17. August 1979 in Istanbul) ist ein türkischer Fußballschiedsrichter.

## Werdegang
Im Jahr 1999 legte Kalkavan seine Schiedsrichterprüfung ab und hatte seinen ersten Einsatz in der PAF Lig bei dem Spiel İstanbulspor – Altay Izmir.
Sein Debüt in der höchsten türkischen Fußballliga, der Süper Lig, gab er am 14. September 2003. Kalkavan leitete die Begegnung MKE Ankaragücü – Denizlispor.
Seit dem 24. Dezember 2012 ist er FIFA-Schiedsrichter.

## Privates
Bereits in seiner Jugendzeit hatte er, auch bedingt durch seinen Vater, sportliche Interessen. Er war 14 Jahre lang im Vorstand des Amateurvereins Samsun Yolspor und zweieinhalb Jahre bei Samsunspor. Bevor er sich seiner Schiedsrichtertätigkeit widmete, war Kalkavan im Vorstand des türkischen Handballverbandes.
Sein Vater, Ahmet İhsan Kalkavan, ist Parteimitglied der CHP und Abgeordneter der Stadt Samsun.